# Tribunalul Uniunii Europene
Tribunalul General al Uniunii Europene, după intrarea în vigoare a tratatului de la Lisabona, Tribunalul, este o instanță specializată în cadrul Curții de Justiție a Uniunii Europene, cu sediul la Luxemburg. Acesta aude acțiuni întreprinse împotriva instituțiilor Uniunii Europene de către persoane fizice și state membre, deși anumite chestiuni sunt rezervate Curții Europene de Justiție. Deciziile Curții Generale pot fi atacate la Curtea de Justiție, dar numai pe un punct de drept. Înainte de intrarea în vigoare a Tratatului de la Lisabona la 1 decembrie 2009, acesta era cunoscut sub numele de Tribunalul de Primă Instanță.

## Istoric
Crearea Tribunalului de Primă Instanță a fost posibilă ca urmare a semnării Actului Unic din 1986 care a modificat Tratatul de la Roma. 
În temeiul dispozițiilor asupra cărora statele au fost de acord, Consiliul a emis hotărârea din 24 octombrie 1988 pentru înființarea Tribunalului. 
Tribunalul a început să funcționeze la 31 octombrie 1989, dată la care Decizia Președintelui Curții referitoare la constatarea legalității constituirii a fost publicată în Jurnalul Oficial al Uniunii Europene
Tribunalul a fost creat pentru a consolida garanțiile judiciare acordate persoanelor fizice prin instaurarea unui al doilea nivel al autorității judiciare și pentru a permite Curtii de Justitie să se concentreze asupra atribuției sale de bază, interpretarea uniformă a legislației comunitare.
După intrarea în vigoare a Tratatului de la Lisabona (1 decembrie 2009), „Tribunalul de primă instanță” se numește „Tribunalul”.

## Componența

### Judecătorii
Potrivit Tratatului privind Funcționarea Uniunii Europene (TFUE - versiunea consolidată, publicată la 30 martie 2010), numărul judecătorilor Tribunalului este stabilit prin Statutul Curții de Justiție a Uniunii Europene. 
Conform art.48 din Statutul Curții, Tribunalul se compune din 27 de judecători 
care sunt aleși dintre persoane care oferă depline garanții de independență și care au capacitatea cerută pentru exercitarea unor înalte funcții jurisdicționale. 
Aceștia sunt numiți de comun acord de către guvernele statelor membre, pentru o perioadă de șase ani. 
La fiecare trei ani are loc o înlocuire parțială. Membrii care și-au încheiat mandatul pot fi numiți din nou (art.257 TFUE).
Tratatul a instituit un comitet care emite un aviz cu privire la capacitatea candidaților de a exercita funcțiile de judecător și avocat general în cadrul Curții de Justiție și al Tribunalului, înainte ca guvernele statelor membre să facă nominalizările (art.255 TFUE). 

Înainte de a-și exercita funcția, judecătorii depun în fața Curții de Justiție următorul jurământ: „Jur să îmi exercit funcția cu deplină imparțialitate și potrivit conștiinței; jur să nu divulg nimic din secretul deliberărilor.”
Imediat după depunerea jurământului, judecătorii semnează o declarație prin care își iau angajamentul solemn de a respecta, pe durata funcției lor și după încetarea acesteia, obligațiile care decurg din această funcție, în special îndatoririle de a da dovadă de onestitate și de discreție în acceptarea anumitor poziții sau avantaje după încetarea funcției lor.
Judecătorii beneficiază de imunitate de jurisdicție. 
În ceea ce privește actele îndeplinite de aceștia, inclusiv cuvintele rostite și scrise în calitatea lor oficială, judecătorii continuă să beneficieze de imunitate după încetarea funcției lor.
Curtea de Justiție, întrunită în ședință plenară, poate ridica imunitatea. Consultarea Tribunalului cu privire la o asemenea problemă este obligatorie. 
În cazul în care, după ridicarea imunității, se declanșează o acțiune penală împotriva unui judecător, acesta poate fi judecat, în oricare stat membru, numai de instanța care are competența de a judeca magistrații celei mai înalte autorități judiciare naționale.

### Președintele
Președintele Tribunalului este desemnat de judecători, dintre ei, pentru o perioadă de trei ani, mandatul putând fi reînnoit.
Președintele nu poate fi desemnat avocat general.
Dacă mandatul președintelui încetează înainte de expirarea mandatului, noul președinte este ales pentru perioada care a mai rămas din mandat.
Președintele conduce lucrările și serviciile Tribunalului; acesta prezidează ședințele plenare, precum și deliberările desfășurate în camera de consiliu. 
Președintele prezidează Marea Cameră. 
Dacă face parte dintr-o cameră compusă din trei sau din cinci judecători, președintele Tribunalului prezidează această cameră.
În situația în care președintele nu își poate exercita atribuțiile, funcția este preluată de unul din președinții camerelor, și anume acela care are cea mai mare vechime ca judecător. 
Dacă doi președinți de camere au aceeași vechime, are prioritate cel mai în vârstă.

### Avocații generali și judecătorii raportori
Avocatul general are rolul de a prezenta în ședință publică, cu deplină imparțialitate și în deplină independență, concluzii motivate cu privire la anumite cauze înaintate Tribunalului, pentru a-l asista în îndeplinirea misiunii sale.
Tribunalul nu are avocați generali desemnați în plus față de judecători. 
În situația în care Tribunalul se întrunește în ședință plenară este asistat întotdeauna de un avocat general desemnat dintre judecători de către președintele instanței. 
În cazul în care Tribunalul se întrunește în cameră, necesitatea de a fi asistat de un avocat general se determină în funcție de dificultatea problemelor de drept sau complexitatea în fapt a cauzei. 
Decizia de a fi desemnat un avocat general într-o asemenea situație se ia de Tribunalul întrunit în ședință plenară, la cererea camerei căreia i-a fost repartizată cauza.
Pentru fiecare cauză repartizată unei camere, președintele acesteia propune președintelui Tribunalului desemnarea unui judecător raportor.

### Grefierul
Grefierul Tribunalului este ales prin vot secret de toți judecătorii instanței. 
Este declarată aleasă persoana care obține voturile a mai mult de jumătate din judecători. 
Dacă niciun candidat nu obține majoritatea absolută, se organizează alte tururi de scrutin până aceasta este obținută.
Mandatul grefierului este de șase ani. 
După expirarea mandatului, aceeași persoană poate fi aleasă grefier din nou.
Înainte de exercitarea funcției, grefierul depune un jurământ care are același conținut ca și pentru judecători. 
Tribunalul poate numi, urmând aceeași procedură, unul sau mai mulți grefieri adjuncți care să îl asiste pe grefier.
Grefierul are următoarele atribuții:
- ține registrul în care sunt înregistrate cronologic toate actele de procedură și înscrisurile justificative;
- primește, păstrează și transmite toate înscrisurile;
- efectuează toate comunicările prevăzute de regulament (de ex: comunicarea cererii introductive sau a memoriului în apărare către Consiliu și Comisie când acestea nu sunt parte în cauză);
- asistă Tribunalul, președintele și judecătorii în exercițiul tuturor funcțiilor lor;
- păstrează sigiliile;
- răspunde de arhive și se îngrijește de publicațiile Tribunalului
- asistă la ședințele Tribunalului (cu excepția deliberărilor și a situației în care Tribunalul ascultă, în camera de consiliu, observațiile judecătorului cu privire la care Curtea trebuie să decidă dacă nu mai corespunde condițiilor cerute sau dacă acesta nu mai îndeplinește obligațiile aferente funcției sale)
- asistat de serviciile Curții, sub autoritatea președintelui Tribunalului, se ocupă de administrarea instanței, de gestiunea financiară și de contabilitate.[5]

## Competența
Tribunalul judecă:
- acțiuni directe introduse de persoane fizice sau juridice împotriva actelor instituțiilor, organelor, oficiilor sau agențiilor Uniunii Europene (ale căror destinatare sunt sau care le privesc în mod direct și individual), precum și împotriva actelor normative (dacă îi privesc direct și dacă nu presupun măsuri de executare) sau, de asemenea, împotriva abținerii de a acționa a acestor instituții, organisme, oficii sau agenții. Este vorba, de exemplu, de o acțiune introdusă de o întreprindere împotriva unei decizii a Comisiei prin care i se aplică o amendă;
- acțiuni introduse de statele membre împotriva Comisiei;
- acțiuni introduse de statele membre împotriva Consiliului cu privire la actele adoptate în domeniul ajutoarelor de stat, la măsurile de protecție comercială („dumping”) și la actele prin care Consiliul exercită competențe de executare;
- acțiuni prin care se urmărește obținerea unor despăgubiri pentru prejudiciile cauzate de instituțiile Uniunii Europene sau de funcționarii acestora;
- acțiuni ce au la bază contracte încheiate de Uniunea Europeană, prin care se atribuie în mod expres Tribunalului competența de judecare;
- acțiuni în materia mărcilor comunitare;
- recursuri împotriva deciziilor Tribunalului Funcției Publice a Uniunii Europene, limitate la chestiuni de drept.

Împotriva hotărârilor pronunțate de Tribunal în aceste materii se poate formula recurs la Curte. Recursul nu poate viza decât probleme de drept și nu poate viza exclusiv taxele și cheltuielile de judecată.
Tribunalul judecă recursurile declarate împotriva deciziilor pronunțate de tribunalele specializate. 
Hotărârile date de Tribunal în aceste cauze pot fi reexaminate de Curte numai în cazul în care există un risc serios pentru unitatea sau coerența dreptului Uniunii.

## Organizare internă
Tribunalul înființează în cadrul său camere compuse din trei și din cinci judecători și o Mare Cameră compusă din treisprezece judecători și decide cu privire la repartizarea judecătorilor pe camere.  Decizia luată astfel se publică în Jurnalul Oficial al Uniunii Europene.
Unele cauze pot fi judecate de un judecător unic, dacă lipsa dificultății problemelor de drept sau de fapt ridicate, importanța limitată a cauzei și absența altor împrejurări speciale pot duce la concluzia că este adecvat să fie astfel judecate.
De asemenea, Tribunalul poate judeca o cauză în Marea Cameră (13 judecători) sau în ședință plenară atunci când dificultatea problemelor de drept sau importanța cauzei justifică această măsură.
Mai mult de 80 % dintre cauzele cu care este sesizat Tribunalul sunt judecate de camere compuse din trei judecători.

## Procedura

### Reguli generale
În principiu, procedura cuprinde o fază scrisă și o fază orală.
O cerere introductivă scrisă de un avocat sau de un agent adresată grefei declanșează procedura. 
Aspectele principale ale acțiunii sunt publicate într-o comunicare, în toate limbile oficiale, în Jurnalul Oficial al Uniunii Europene. 
Cererea introductivă este comunicată de către grefier părții adverse, care dispune de un termen pentru a depune un memoriu în apărare. 
Reclamantul are posibilitatea de a prezenta o replică într-un termen determinat la care pârâtul poate răspunde printr-o duplică.
Orice persoană, precum și orice organism, oficiu sau agenție a Uniunii Europene care justifică un interes în soluționarea unui litigiu aflat pe rolul Tribunalului, precum și statele membre și instituțiile Comunității pot interveni în procedură. Intervenientul depune un memoriu, prin care urmărește susținerea sau respingerea concluziilor uneia dintre părți, la care părțile pot ulterior să răspundă. 
În anumite situații, intervenientul poate să își prezinte observațiile și în cadrul fazei orale.
În timpul fazei orale are loc o ședință publică. 
În cadrul acesteia, judecătorii pot adresa întrebări reprezentanților părților. 
Judecătorul raportor rezumă într-un raport de ședință starea de fapt expusă, argumentele fiecărei părți și, dacă este cazul, argumentele intervenienților. 
Acest document este pus la dispoziția publicului în limba de procedură.
Ulterior, judecătorii deliberează pe baza proiectului de hotărâre redactat de către judecătorul raportor, iar hotărârea se pronunță în ședință publică.
Procedura la Tribunal este scutită de taxe. 
În schimb, onorariul avocatului, care are dreptul să își exercite profesia în fața unei instanțe a unui stat membru și care trebuie să reprezinte partea, nu este în sarcina Tribunalului. 
Cu toate acestea, o persoană fizică poate solicita să beneficieze de asistență judiciară în cazul în care se află în imposibilitate de a face față cheltuielilor de judecată.

### Procedura măsurilor provizorii
Introducerea unei acțiuni la Tribunal nu are ca efect suspendarea executării actului atacat. 
Cu toate acestea, Tribunalul poate să dispună suspendarea executării acestuia sau să prescrie alte măsuri provizorii.
Președintele Tribunalului sau, dacă este cazul, un alt judecător delegat cu luarea măsurilor provizorii se pronunță asupra unei astfel de cereri prin ordonanță motivată.
Măsurile provizorii se dispun numai dacă sunt întrunite trei condiții:
1. acțiunea principală trebuie să pară, la prima vedere, întemeiată;
2. solicitantul trebuie să dovedească împrejurările care determină urgența măsurilor, în lipsa cărora ar suporta un prejudiciu grav și ireparabil; 
3. măsurile provizorii trebuie să țină seama de punerea în balanță a intereselor părților și a interesului general.
Ordonanța are doar un caracter provizoriu și nu prejudecă fondul asupra căruia Tribunalul se pronunță în acțiunea principală. 
În plus, aceasta poate fi atacată cu recurs în fața Curții de Justiție

### Procedura accelerată
Această procedură permite Tribunalului să se pronunțe cu celeritate asupra fondului unui litigiu în cauze considerate ca prezentând o urgență deosebită.
Procedura accelerată poate fi solicitată de reclamant sau de pârât.

## Limba de procedură
Oricare dintre cele 24 de limbi oficiale ale Uniunii Europene poate fi limba de procedură. De regulă, limba de procedură este aceea în care cererea introductivă a fost scrisă.
Dezbaterile orale sunt interpretate simultan în mai multe limbi, după necesitate.
Judecătorii deliberează într-o limbă comună. Hotărârea redactată în limba de procedură constituie versiunea originală a hotărârii.

## Legături externe
- Site web oficial